# Ч'єу Ван Вионг
Ч'єу Ван Вионг (д/н — 122 до н. е.) — 2-й володар Наньюе в 137—122 роках до н. е. За нього починає послаблюватися держава. У китайських джерелах відомий за храмовим ім'ям Чжао Мо, у в'єтнамських — Ч'єу Мат.

## Життєпис
Походив з династії Ч'єу (китайською — Чжао). Син Чонг Тхюї та Мі Тяу, принцеси з держави Аулак. За іншою версією, його матір'ю була представниця юеської знаті. При народженні отримав ім'я Хо.
137 року до н. е. після смерті діда Ч'єу Да став новим правителем держави Наньюе. Змінив ім'я на Ван Вионг. Продовжив політику попередника. Ймовірно спочатку зміг триматися незалежно відносно китайської імперії Хань. Але зрештою вимушений був відправити спадкоємця трону Ань Те до ханського двору. Ймовірно це було пов'язано з війною проти держави Міньюе в 135 році до н. е. Для захисту від останнього звернувся по допомогу до Хань.
До кінця життя зберігав мирні стосунки із сусідами. Помер 122 року до н. е. Йому спадкував син Ань Те.

## Поховання
У 1983 році було виявлено гробницю Ч'єу Ван Вионга під Слоновим пагорбом в Гуанчжоу на глибині 20 м. Розміри могили — 10,85×12,43 м; розділена на 7 частин: передпокій, східне і західне крило, головна камера, східна і західна вторинна камера й задня камера.

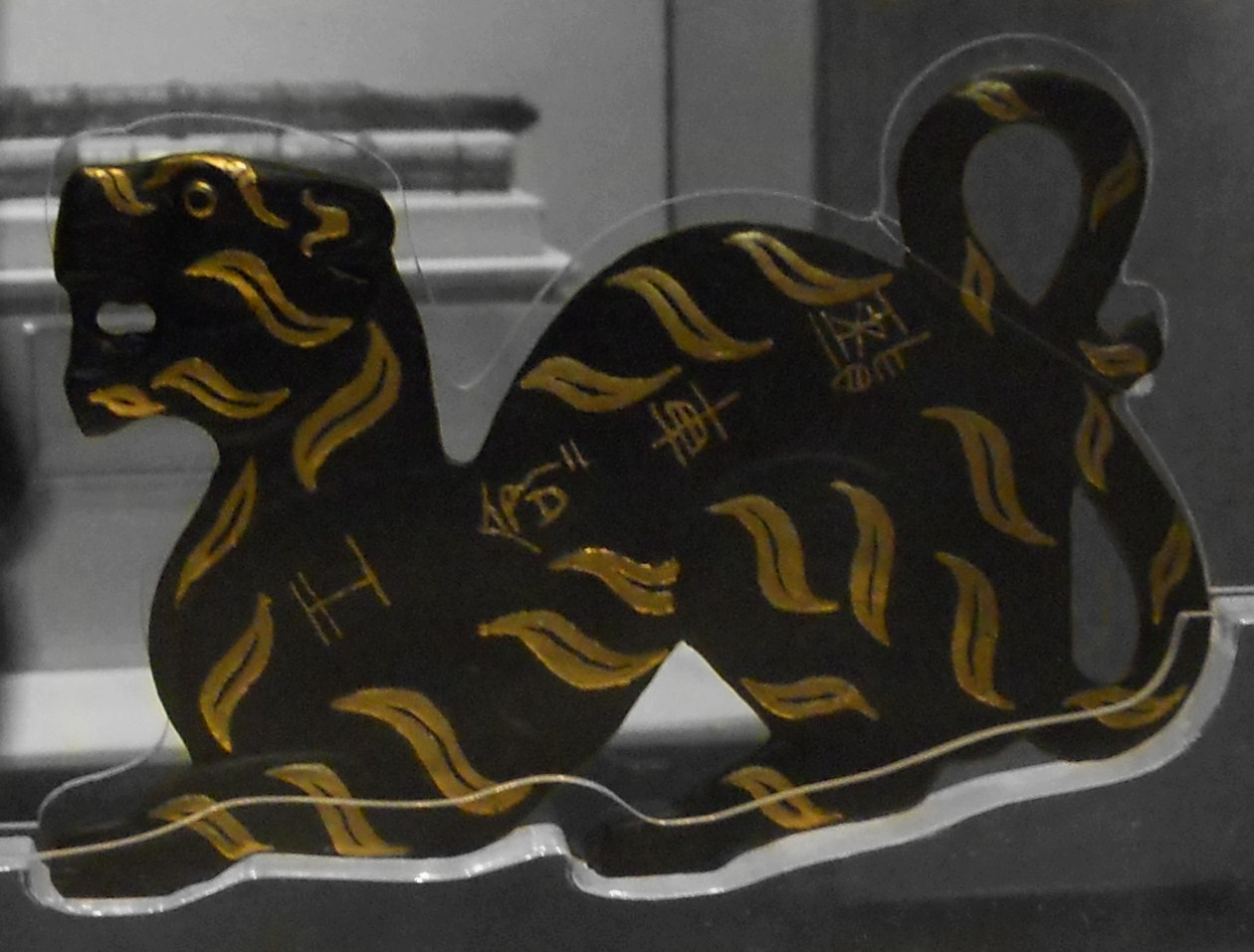
Бронзово-золотий тигр у гробниці Ч'єу Ван Вионг

 У ній знаходилося більше 1 тис. артефактів, зокрема колісниця, золотий та срібний посуд, музичні інструменти (китайські дзвони та звуковий камінь), повністю збережений нефритовий халат, нефритові пластини якого були пов'язані шовковими нитками, а також людські жертви. Це єдина могила того періоду часу з настінним живописом.

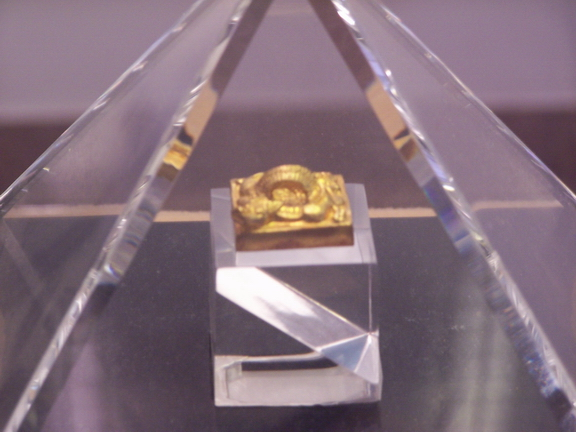
Печатка Ч'єу Ван Вионг

 Також на було виявлено найстарішу імператорську печатку (сі) з написом «імператор Вен-ді», яка свідчить про те, що Ч'єу Ван Вионг вважав себе рівним імператору Китаю. Крім китайських речей, у похованні перебували перська срібна скринька (найдавніший з виявлених в Китаї імпортованих предметів) і грецькі речі.
На місці поховання тепер знаходиться Музей мавзолею наньюеського короля.